# 國學院大學栃木短期大学
國學院大學栃木短期大学（こくがくいんだいがくとちぎたんきだいがく、英語: Kokugakuin University Tochigi Junior College）は、栃木県栃木市平井町608に本部を置く日本の私立大学。1966年創立、1966年大学設置。大学の略称は國栃短大。

## 概観

### 大学全体
- 栃木県栃木市に所在する日本の私立短期大学で設置主体は学校法人國學院大學栃木学園。
- 1966年に開学[注 2]。かつては女子短期大学で、2004年度より共学になっている。2011年度入学生までは5学科体制だったが、2012年創立45周年を機に2学科体制に再編成された。
- 2025年度の入学生を最後に[注釈 1]、短期大学としての使命を終えることが決定している。

### 建学の精神（校訓・理念・学是）
- ホームページほか右記資料も参照のこと[注釈 2]。

### 教育および研究
- 國學院大學栃木短期大学には、全国の短大でも少数の国文学科や日本史学科があったが、ビジネス科目を学ぶ商学科とともに、2012年に、日本文化学科内の日本文学フィールド、日本史フィールド、言語文化フィールドとして再編成された。日本文学フィールドでは｢日本文学概説｣・｢日本語概説｣・｢漢文学概説｣・｢書道｣などがある。日本史フィールドでは、｢古文書学｣・｢日本文化史｣・｢美術史｣などのほか、｢考古学フィールドワーク｣と称した遺跡を発掘調査する授業もある。家政学科と初等教育学科は、人間教育学科の中の、生活健康フィールドと、子ども教育フィールド（幼稚園・保育専攻と小学校・幼稚園専攻の２専攻）に再編成された。一般教育科目では｢神道と日本文化｣と称した科目がある。また、國學院大學への編入学のための推薦入試制度がある。

### 学風および特色
- 國學院大學栃木短期大学は、はじめ栃木県内ではじめて設置された私立短大として永年女子学生を対象に教育が行なわれてきたが、2004年度より男女共学となっている。

## 沿革
- 1963年
  - 3月11日 学校法人が成立する[4]。
- 1966年
  - 1月25日 左記を以て文部省[注 3]より短期大学の設置が認可される[注 4]。
  - 4月1日 國學院大學栃木短期大学が以下の学科体制にて開学[7]。
    - 国文科 入学定員50名[注釈 3]
    - 家政科 入学定員50名[注釈 3]

  - 5月1日 学生数[9]/定員
    - 国文科 94[注釈 4]/50
    - 家政科 101[注釈 4]/50
- 1968年
  - 4月1日 以下の学科を増設する[注 5]。
    - 初等教育科 入学定員50名[注 6]

  - 5月1日 学生数[13]/定員
    - 国文科 207[注釈 4]/100
    - 家政科 132[注釈 4]/100
    - 初等教育科 113[注釈 4]/50
- 1970年
  - 5月1日 学生数[14]/定員
    - 国文科 282[注釈 4]/100
    - 家政科 149[注釈 4]/100
    - 初等教育科 295[注釈 4]/100
- 1976年
  - 4月1日 以下、入学定員増あり[注 7]。
    - 国文科 50→100
    - 初等教育科 50→100

  - 5月1日 学生数[18]/定員
    - 国文科 490[注釈 4]/150
    - 家政科 285[注釈 4]/150
    - 初等教育科 383[注釈 4]/150
- 1977年
  - 5月1日 学生数[19]/定員
    - 国文科 522[注釈 4]/200
    - 家政科 280[注釈 4]/200
    - 初等教育科 405[注釈 4]/200
- 1983年
  - 4月1日 以下、入学定員増あり[注 8]。
    - 国文科 100→150
    - 家政科 50→100
    - 初等教育科 100→150

  - 5月1日 学生数[24]/定員
    - 国文科 424[注釈 4]/250
    - 家政科 228[注釈 4]/150
    - 初等教育科 428[注釈 4]/250
- 1985年
  - 5月1日 学生数[25]/定員
    - 国文科 407[注釈 4]/300
    - 家政科 214[注釈 4]/200
    - 初等教育科 405[注釈 4]/300
- 1986年
  - 4月1日
    - 以下の学科を増設する[注 9]。
    - 日本史学科 入学定員100名

  - 5月1日 学生数[29]/定員
    - 国文学科 437[注釈 4]/300
    - 家政学科 226[注釈 4]/200
    - 初等教育学科 415[注釈 4]/300
    - 日本史学科 139[注釈 4]/100
    - 以下、学科名の改称を以下の通り行う[30]
      - 国文科→国文学科
      - 家政科→家政学科
      - 初等教育科→初等教育学科
- 1987年
  - 5月1日 学生数[31]/定員
    - 国文学科 476[注釈 4]/300
    - 家政学科 241[注釈 4]/200
    - 初等教育学科 433[注釈 4]/300
    - 日本史学科 284[注釈 4]/200
- 1990年
  - 4月1日
    - 以下の学科を増設する[注 10]。
    - 商学科 入学定員15 名[注 11]
    - 初等教育学科の入学定員を150→100に減員[注 12]

  - 5月1日 学生数[36]/定員
    - 国文学科 386[注釈 4]/300
    - 家政学科 227[注釈 4]/200
    - 初等教育学科 329[注釈 4]/250
    - 日本史学科 276[注釈 4]/200
    - 商学科 220[注釈 4]/150
- 1991年
  - 5月1日 学生数[37]/定員
    - 国文学科 387[注釈 4]/300
    - 家政学科 237[注釈 4]/200
    - 初等教育学科 266[注釈 4]/200
    - 日本史学科 292[注釈 4]/200
    - 商学科 435[注釈 4]/300
- 1992年
  - 5月1日 学生数[注 13]/定員
    - 国文学科 414[注釈 4]/300
    - 家政学科 254[注釈 4]/200
    - 初等教育学科 269[注釈 4]/200
    - 日本史学科 276[注釈 4]/200
    - 商学科 409[注釈 4]/300
- 1999年
  - 5月1日 学生数[40]/定員
    - 国文学科 260[注釈 4]/300
    - 家政学科 238[注釈 4]/200
    - 初等教育学科 235[注釈 4]/200
    - 日本史学科 189[注釈 4]/200
    - 商学科 162[注釈 4]/300
- 2002年
  - 4月1日 以下、入学定員の減員あり[注 14]。
    - 国文学科 150→100
    - 商学科 150→100
- 2004年
  - 4月1日 男子学生の募集を開始[43]。
- 2007年
  - 中村幸弘が学長に就任。
- 2009年
  - 4月1日 商学科の入学定員を100→60に減員[注 15]。
- 2010年
  - 4月1日 以下、入学定員の減員あり[注 16]。
    - 国文学科 100→80
    - 家政学科 100→70
    - 初等教育学科 100→80
    - 日本史学科 100→70
- 2011年
  - 4月1日 以下の学科については、この年度で学生募集を最終とする[注 17]。
    - 国文学科[注釈 5]→但し、実質上はこの学科がメインとなっている。
    - 家政学科[注釈 5]
    - 初等教育学科[注釈 5]→但し、実質上はこの学科がメインとなっている。
    - 日本史学科[注釈 5]
    - 商学科[注釈 5]
- 2012年　
  - 4月1日 この年度の入学生より、以下の学科に再編される国文学科、日本史学科、商学科を日本文化学科に、家政学科、初等教育学科を人間教育学科にそれぞれ編成。[注 18]。
    - 日本文化学科 入学定員200名[注 19]
    - 人間教育学科 入学定員160名[注 20]
- 2014年
  - 1月 平成26年度大学入試センター試験参加短期大学の1校となる[52]。
  - 4月1日 以下、入学定員の変更あり[注 21]。
    - 日本文化学科 200→160
    - 人間教育学科 160→140
- 2015年
  - 1月 平成27年度大学入試センター試験参加短期大学の1校となる[53]。
- 2016年
  - 1月 平成28年度大学入試センター試験参加短期大学の1校となる[54]。　
  - 4月1日 以下、入学定員の変更あり[注 22]。
    - 日本文化学科 160→120
    - 人間教育学科 140→130
- 2020年
  - 4月1日 以下、入学定員の変更あり[注 23]。
    - 日本文化学科 120→150)
    - 人間教育学科 130→100
- 2025年
  - 4月1日 この年度で短期大学としての学生募集を最終とする[注釈 1]。

## 基礎データ

### 所在地
- 栃木県栃木市平井町608

### 交通アクセス
- JR両毛線・東武日光線　栃木駅からバスで「國學院前」バス停留所下車。

### 象徴
- ホームページほか右記資料も参照のこと[注釈 2]。

## 教育および研究

### 組織

#### 学科
- 日本文化学科 入学定員150名[61]
  - 日本文学フィールド
  - 言語文化フィールド
  - 日本史フィールド
- 人間教育学科 入学定員100名[61]
  - 子ども教育フィールド
    - 幼稚園・保育専攻
    - 小学校・幼稚園専攻

  - 生活健康フィールド

##### 旧学科体制
- 国文学科 入学定員80名[注釈 6]→日本文化学科
- 初等教育学科 入学定員80名[注釈 6]→人間教育学科
- 日本史学科 入学定員70名[注釈 6]
- 家政学科 入学定員70名[注釈 6]
  - 生活科学専攻[60]
  - 健康科学専攻[60]
- 商学科 入学定員60名[注釈 6]

#### 専攻科
- なし

#### 別科
- なし

##### 取得資格について
教職課程
- 中学校教諭二種免許状
  - 国語：日本文化学科日本文学フィールド、言語文化フィールド[注 24]。
  - 社会：日本文化学科日本史フィールド[注 25]。
  - 家庭：人間教育学科生活健康フィールド[注 26]。
- 小学校教諭二種免許状：人間教育学科子ども教育フィールド小学校・幼稚園専攻。
- 幼稚園教諭二種免許状：人間教育学科子ども教育フィールド小学校・幼稚園専攻。幼稚園・保育専攻。
- 養護教諭二種免許状：人間教育学科生活健康フィールド[注 27]。

資格
- 学芸員：日本文化学科日本史フィールド
- 社会教育主事：日本文化学科日本史フィールド
- 情報処理士：日本文化学科
- ビジネス実務士：日本文化学科
- プレゼンテーション実務士：日本文化学科
- 司書教諭・司書：日本文化学科日本文学フィールド、言語文化フィールド。
- 保育士：人間教育学科子ども教育フィールド幼稚園・保育専攻。
- フードスペシャリスト：人間教育学科
- 医療管理秘書士：人間教育学科
- 医療事務士：人間教育学科

#### 附属機関（学園附属施設のため中学高校と共用）
- 図書館：蔵書数は約24万冊で中学校、高校図書館としては関東でも有数の蔵書数である。
- 参考館：考古資料・古文書や民俗資料などが多数展示・所蔵されている。
- 睦会館
- 四十周年記念館
- 國學院大學栃木学園教育センター

### 研究
- 『國學院大學栃木短期大学日本文化研究』[64]
- 『国学院大学栃木短期大学紀要』[65]
- 『栃木史学』[66]
- 『栃木市平川遺跡出土品整理報告書』[67]
- 『國學院商学』[68]

## 大学関係者と組織

### 大学関係者組織
- 國學院大學栃木短期大学の同窓会組織として「斯花会（このはなかい）」がある。『学報斯花』が卒業生に贈られている[69]。

### 大学関係者一覧

#### 大学関係者
歴代学長
- 佐佐木行忠:初代（1968～69）[70]
- 高崎正秀:2代（1969～79）[71]
- 岸本誠二郎:3代（1979～81）[72]
- 樋口清之:4代（1981～95）[73]
- 岡野弘彦:5代（1995～2007）[74]
- 中村幸弘:6代（2007～21）[75]
- 後藤正人:7代（2021～）[76]

教員
- 千明守：元教授[77]
- 鍛代敏雄：元教授[78]

## 施設

### キャンパス
- 附属機関以外では以下のものがある[79]。
  - 本館
  - 西1号館
  - 西2号館
  - 西3号館：この裏手には「思索の森」と称したものがある。

以下は高等学校並びに中学校と共用
- - 北1号館
  - 北2号館
  - 北3号館
  - テニスコート
  - グラウンド
  - 第二体育館
  - 弓道場
  - 多目的コート

### 学生食堂
- 高等学校と共用であり収容定員はおよそ600名[80]。

### 寮
- 女子を対象とした「片柳寮」があった[81]。

## 対外関係

### 高等学校との協定
- 栃木県立栃木商業高等学校　高大連携協定（2019年1月17日締結）

### 他大学との協定
- 放送大学[82]

### 姉妹校
- 國學院大學
- 國學院大學北海道短期大学部
- 國學院高等学校
- 國學院大學久我山中学校・高等学校
- 國學院大學附属幼稚園
- 國學院幼稚園

### 系列校
- 國學院大學栃木中学校・高等学校
- 國學院大學栃木二杉幼稚園